# G.C. Murphy
G.C.Murphy was een keten van variety store-warenhuizen in de Verenigde Staten van 1906 tot 2002. Ze exploiteerden ook de winkels Murphy's Mart (grootschalige discountwinkels), Bargain World (uitverkoopartikelen), Terry & Ferris en Bruners (kleine warenhuizen) en Cobbs (kledingwinkels).
In april 1985 werd het bedrijf overgenomen door Ames Department Stores Inc. Ames bouwde veel van de grotere "Murphy's Mart"-winkels om en verkocht de warenhuisdivisie in 1989 aan de voormalige concurrent McCrory Stores.

## Geschiedenis

### Beginjaren
De keten werd in 1906 opgericht door George Clinton Murphy in de buitenwijk McKeesport in Pittsburgh, Pennsylvania. Murphy begon zijn carrière in de detailhandel in 1896 als manager van een McCrory's-winkel. Murphy verhuisde later naar Detroit, Michigan, om daar meerdere winkels te beheren en keerde daarna terug naar de omgeving van Pittsburgh, om zijn eigen winkels te openen. De gelijknamige keten werd in 1906 opgericht. Het was een van de vele grote retailers die hun oorsprong in Pennsylvania hadden.
Murphy stierf in april 1909, drie jaar na de lancering van de keten. Twee voormalige leidinggevenden van McCrory, John Sephus Mack en Walter C. Shaw, kochten datzelfde jaar de G.C. Murphy-keten, die destijds uit ongeveer 12 winkels bestond. De keten breidde zich snel uit door nieuwe winkels te openen en de overname van concurrenten. In 1932 was het aantal winkels gegroeid tot 173.
Murphy's breidde zich in de jaren 1920 voorzichtig uit, waardoor het de Grote Depressie beter het hoofd kon bieden dan andere winkelketens. Er werd gerapporteerd dat de verkoop in 1930 met ongeveer 9% ($17 miljoen) was gestegen. In 1932 waren de verkopen echter met 3,7% gedaald. Het detailhandelsbedrijf heeft in deze periode nooit werknemers laten gaan, hoewel ze wel hun overuren moesten betalen en werknemers hun afwezigheid moesten beperken.
De populariteit van Murphy's-winkels werd deels veroorzaakt door hun locatie. Veel winkels bevonden zich in kleine en middelgrote steden die voorheen alleen werden bediend door winkels van het daar gevestigde mijnbouwbedrijf. De lunchbalies in de winkels waren een populaire bestemming voor snelle en goedkope maaltijden (vóór de opkomst van fastfood). De winkels van Murphy's werden door het bedrijf ontworpen en waren van hoge kwaliteit, onder leiding van architecten als Harold Ellsworth Crosby.

### Groei en uitbreiding
G.C. Murphy breidde zich in de jaren 1950 uit door 91 Morris-winkels in het Middenwesten en 92 Morgan & Lindsey-winkels in het zuiden en zuidwesten over te nemen. De keten begon ook met het testen van prominentere locaties en opende in 1957 een belangrijke vestiging in Cermak Plaza in Berwyn, Illinois. Toen de president van het bedrijf, James Stephen Mack (zoon van John Sephus Mack), in 1968 overleed, telde de keten 511 winkels. In 1970 opende het zijn eerste grootschalige winkel, onder de naam "Murphy's Mart", in Pittsburgh, Pennsylvania. De winkels waren qua omvang en concept vergelijkbaar met Kmart en bevonden zich vaak in de buitenwijken. In 1980 waren ze gegroeid tot 448 winkels.

### Wijzigingen en faillissement
In april 1985 werd het bedrijf overgenomen door Ames Department Stores Inc. voor $48 per aandeel. Ames gaf veel van de grotere "Murphy's Mart"-winkels een nieuw imago. In 1989 verkocht Ames de divisies G.C. Murphy en Bargain World aan E-II Holdings, het moederbedrijf van McCrory's, om de schulden te compenseren die waren ontstaan tijdens hun recente overname van Zayre. De keten McCrory's vroeg in 1992 faillissement aan en sloot in 1997 veel van haar winkels (waaronder de voormalige G.C. Murphy's-vestigingen) en staakte in 2002 haar resterende activiteiten. 

## Huidige activiteiten
Hoewel de winkels al enige tijd gesloten zijn, bestaat de stichting van de keten, de G.C. Murphy Foundation, nog steeds. Gepensioneerden en oud-werknemers van de winkels hebben een vrijwilligersorganisatie waarmee ze contact kunnen houden.
In 2005 meldde de Pittsburgh Post-Gazette dat de Murphy Foundation een schrijver had aangesteld om de geschiedenis van de G.C. Murphy Company samen te stellen. Die geschiedenis, getiteld For the Love of Murphy's: The Behind-the-Counter Story of a Great American Retailer, door Jason Togyer, werd in 2008 gepubliceerd door Pennsylvania State University Press. 